# Гидроаккумулирующая электростанция

Схема компоновки сооружений ГАЭС «Ракун-Маунтин»

Гидроаккумули́рующая электроста́нция (ГАЭ́С) — гидроэлектростанция, используемая для выравнивания суточной неоднородности графика электрической нагрузки.
Принцип действия состоит в закачивании воды в высоко расположенный водоем, используя избыточно вырабатываемую сетевую энергию в период наименьшего потребления, и затем спуске ее обратно с выработкой электроэнергии в период наибольшего потребления. Гидроаккумулирующие системы на сегодняшний день являются самой мощной формой хранения сетевой энергии, и по состоянию на 2020 год на их долю приходится около 95 % всех активных установок хранения в мире, с общей установленной пропускной способностью более 181 ГВт и по состоянию на 2020 год общей установленной емкостью хранения более 1,6 ТВт·ч.

## Принцип работы
ГАЭС использует в своей работе либо комплекс генераторов и насосов, либо обратимые гидроэлектроагрегаты, которые способны работать как в режиме генераторов, так и в режиме насосов. Во время ночного провала энергопотребления ГАЭС получает из энергосети дешёвую электроэнергию и расходует её на перекачку воды в верхний бьеф (насосный режим, см. гидроаккумулятор). Во время утреннего и вечернего пиков энергопотребления ГАЭС сбрасывает воду из верхнего бьефа в нижний, вырабатывает при этом дорогую пиковую электроэнергию, которую отдаёт в энергосеть (генераторный режим).
В крупных энергосистемах большую долю могут составлять мощности тепловых и атомных электростанций, которые не могут быстро снижать выработку электроэнергии при ночном снижении энергопотребления или же делают это с большими потерями. Этот факт приводит к установлению существенно большей коммерческой стоимости пиковой электроэнергии в энергосистеме, по сравнению со стоимостью электроэнергии, вырабатываемой в ночной период. В таких условиях использование ГАЭС экономически эффективно и повышает как эффективность использования других мощностей (в том числе и транспортных), так и надёжность энергоснабжения.
Первые ГАЭС в начале XX века имели КПД не больше 40 %, КПД современных ГАЭС составляет 70—75 %. ГАЭС не является электростанцией как таковой, поскольку она потребляет электроэнергии больше, чем вырабатывает.

## История
Первые ГАЭС появились в конце XIX века. Так, в 1882 году в Швейцарии, в окрестностях Цюриха, была построена установка Леттен (Letten) с двумя насосами общей мощностью в 103 кВт. Спустя 12 лет подобная установка заработала на одной из итальянских прядильных фабрик. Если к началу XX века общее число ГАЭС в мире не превышало четырёх, то уже к началу 1960-х оно достигло 72, а к 2010 году — 460. В 1930-х годах широкое распространение получили обратимые гидроагрегаты для гидроаккумулирующих и приливных электростанций, состоящие из насосо-турбины (гидромашины, способной работать как в насосном, так и в турбинном режимах) и двигателя-генератора (электромашины, работающей как в двигательном, так и в генераторном режимах). В обратимых гидроагрегатах применяются только реактивные гидротурбины, чей КПД несколько меньше, чем у однонаправленных активно-реактивных.

## ГАЭС в мире

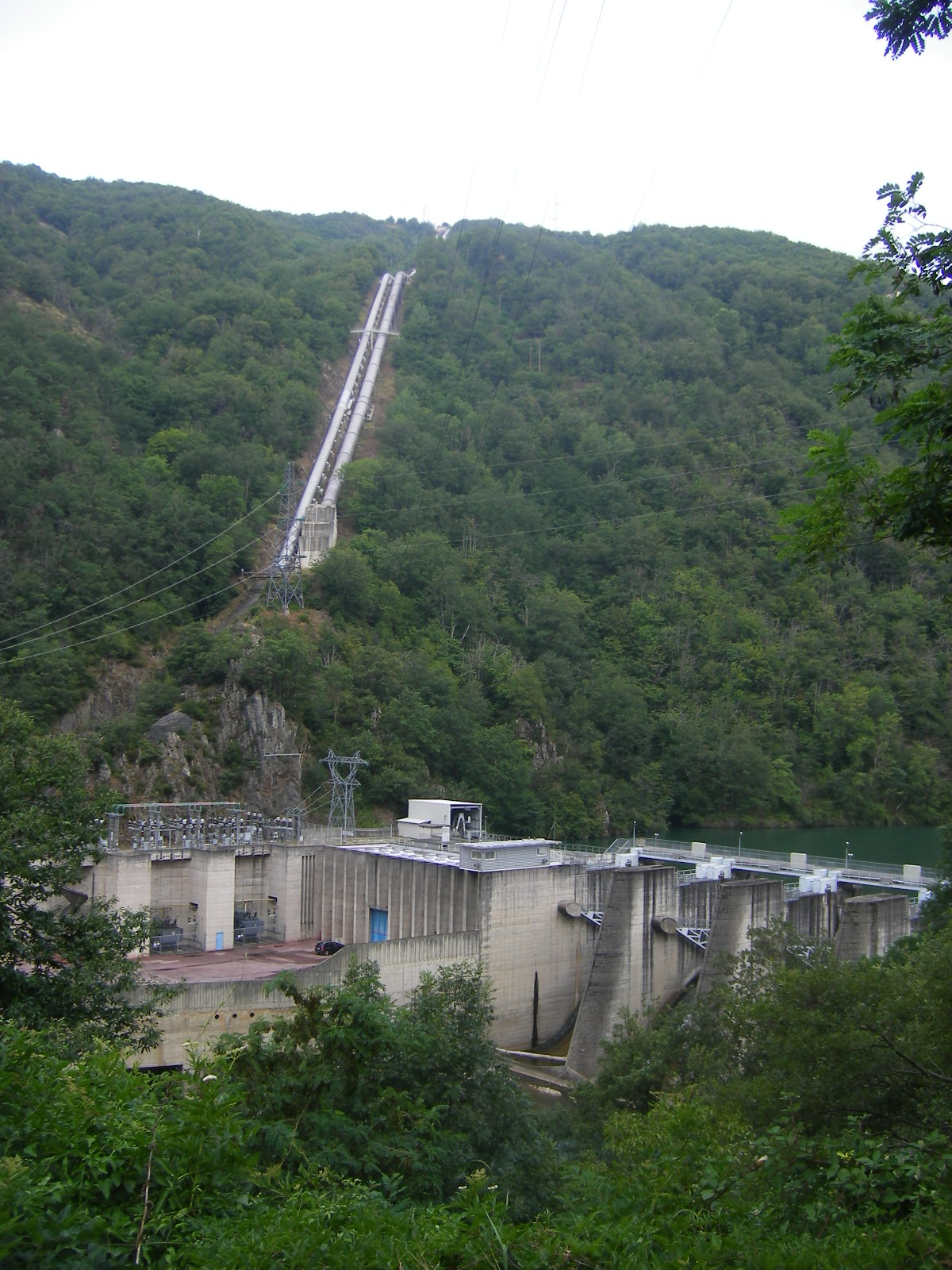
ГАЭС Пуже

Китай имеет самую большую мощность гидроаккумулирующих электростанций в мире на 2017 год: 32,0 ГВт. По отношению гидроаккумулирующей к общей генерирующей мощности первое место занимает Швейцария с 32,6 %.
В Китае вступила в строй крупнейшая в мире гидроаккумулирующая электростанция установочной мощностью 3,6 ГВт. Ожидается что станция будет рекуперировать до 6,6 миллиардов киловатт-часов ежегодно. Коэффициент рекуперации на ней будет при благоприятных условиях работы доходить до 80 %.

## ГАЭС в Восточной Европе

### Россия

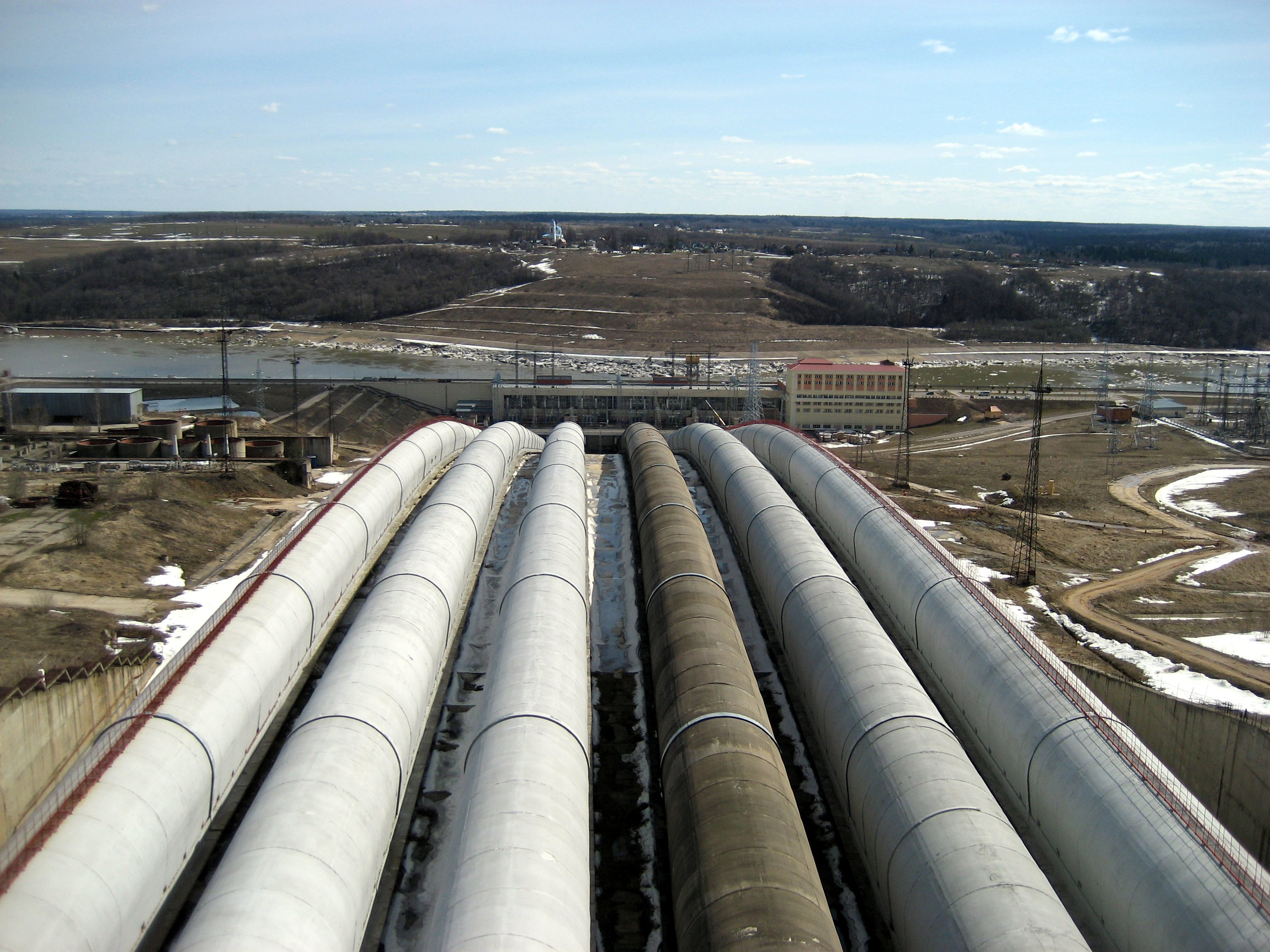
Загорская ГАЭС

- Гидроаккумулирующий комплекс канала имени Москвы,
- Кубанская ГАЭС,
- Загорская ГАЭС,
- Зеленчукская ГЭС-ГАЭС,
- Строящаяся Загорская ГАЭС-2,
- Проектируемая Ленинградская ГАЭС на реке Шапше (ПАО «Русгидро» от проекта отказалось в 2017 году[8], однако в Генеральную схему размещения электроэнергетики до 2042 года, принятому в конце 2024 г. электростанция была внесена с предполагаемым сроком запуска в 2028 г. (приложение 6 проекта)[9].

### Украина
- Киевская ГАЭС
- Ташлыкская ГАЭС (Южноукраинский энергокомплекс) (достраиваемая)
- Днестровская ГАЭС
- Строящаяся Каневская ГАЭС

### Литва
- Круонисская ГАЭС

### Болгария
По состоянию на 2020 год таких станции три:
- «Белмекен[болг.]»
- «Чаира[болг.]»
- «Орфей[болг.]»